# Памятник жертвам Капповского путча

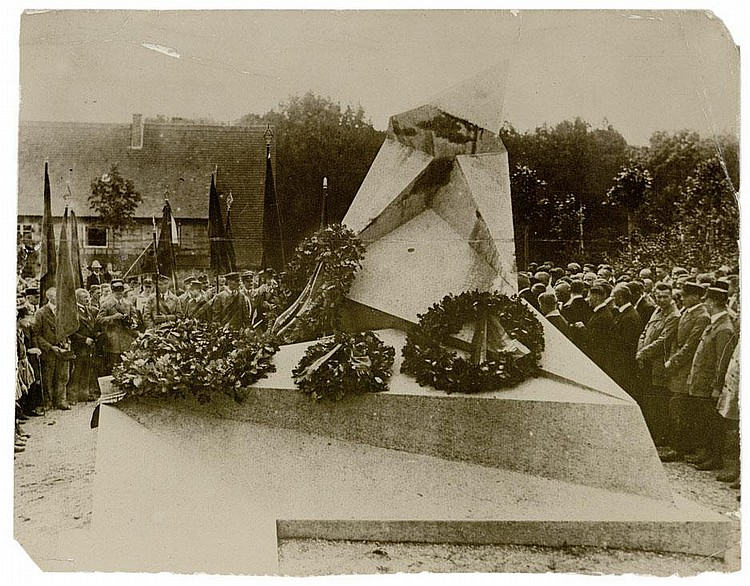
Торжественное открытия реконструированного памятника. 1946

Памятник жертвам Капповского путча — монумент, установленный в честь рабочих-жертв Капповского путча на Центральном кладбище в Веймаре.
Авторы — архитекторы Вальтер Гропиус и Альфред Форбат. Хотя Гропиус утверждал, что памятник должен был оставаться политически нейтральным, но в конечном итоге согласился участвовать в конкурсе, организованном среди веймарских художников в конце 1920 года. Создан по заказу профсоюзов Веймара.
Открыт 1 мая 1922 году.
Представляет из себя многократно сломанную и угловатую конструкцию из бетона в духе экспрессионизма. Форма памятника намекает на удар молнии. Монумент возвышается в трёх плоскостях, как будто его выталкивали из земли или врезали в неё.
В феврале 1936 года нацисты разрушили памятник из-за его политического подтекста и сочли его дизайн подпадающим под категорию дегенеративного искусства.
Памятник был реконструирован в 1946 году.